# Adrada de Haza
Adrada de Haza é um município da Espanha na província de Burgos, comunidade autónoma de Castela e Leão, de área 10,24 km² com população de 260 habitantes (2004) e densidade populacional de 25,39 hab/km².

## Demografia
| Variação demográfica do município entre 1991 e 2004 | Variação demográfica do município entre 1991 e 2004 | Variação demográfica do município entre 1991 e 2004 | Variação demográfica do município entre 1991 e 2004 |
| --------------------------------------------------- | --------------------------------------------------- | --------------------------------------------------- | --------------------------------------------------- |
| 1991                                                | 1996                                                | 2001                                                | 2004                                                |
| 317                                                 | 307                                                 | 272                                                 | 260                                                 |